# Рам и Шиам
«Рам и Шиам» (хинди राम और श्याम, Ram Aur Shyam (Рам и Шьям)) — индийская комедия режиссёра Тапи Чанакья, снятая на языке хинди. Главные роли исполнили Дилип Кумар, Мумтаз и Вахида Рехман. Сюжет рассказывает о двух братьях-близнецах, разлученных в детстве и выросших полными противоположностями друг друга. Является ремейком фильма англ. Ramudu Bheemudu на языке телугу того же режиссёра. Занимает второе место по сборам в 1967 году среди всех фильмов Болливуда. Принес исполнителю главной роли премию Filmfare. Считается родоначальником всех последующих фильмов о близнецах.

## Сюжет
Обладающий большим состоянием, Рам (Дилип Кумар) — человек робкий и тихий. С детства он подвергался притеснениям со стороны Гаджендры (Пран), мужа его старшей сестры Сулакшны. Так как выросший Рам не может и слова сказать поперек своему зятю, тот управляет принадлежащей Раму фабрикой и прочим имуществом.
В деревне неподалеку живёт и работает в поле Шиам (Дилип Кумар), как две капли воды похожий на Рама. За ним бегает бойкая деревенская девушка Шанта (Мумтаз), но он совершенно к ней равнодушен. Единственная мечта Шиама — стать актёром, но его мать Ганга категорически против. Смелый и задиристый Шиам не может противостоять только ей и решает сбежать в город ради своей мечты.
Тем временем Гаджендра ради выгоды решает женить Рама на дочери своего партнёра по бизнесу Аджане (Вахида Рехман). Девушка вместе со своим отцом приходит на смотрины, но стеснительность и робость жениха ей совсем не нравятся. Расстроенный провалом своей затеи Гаджендра решает заставить Рама переписать на него всё своё имущество, а затем убить. Подслушавший его Рам в страхе бежит из дома.
В городе Шиам встречает Анджану, и та приглашает его к себе в гости, перепутав с Рамом. Решительный «Рам» нравится ей гораздо больше. Шиаму тоже нравится красивая девушка.
Рам в это время, решив стать монахом, приходит в деревню, где все принимают его за Шиама. То, что он не узнает никого и называет себя Рамом, жители деревни считают результатом помутнения рассудка и проводят обряд, чтобы вернуть ему память. В итоге измученный Рам признает себя Шиамом.
Гаджендра, придя в дом Анджаны, видит своего «шурина» и забирает его домой. Шиам узнав, что тот в «его» отсутствие начал третировать собственную дочь, решает остаться и изменить порядки в доме. Он отказывается подписывать бумаги, которые ему подсовывает Гаджендра, жестоко избивает его и берет на себя управление фабрикой. В доме готовятся к помолвке Рама с Анджаной, но в назначенный день Шиам заявляет, что не может взять её в жены.
Гаджендру новый порядок дел в доме совершенно не устраивает. Волей случая он узнает о том, что настоящий Рам сейчас живёт в деревне. Заявившись туда со своими людьми он захватывает Рама и Шанту. А после на празднике в честь дня рождения Анджаны, куда Шиам пришёл, чтобы объяснить ей своё поведение, объявляет, что тот — самозванец.
Шиама арестовывают, но ему удается сбежать из-под стражи. Он приходит к матери и застает там Анджану и её отца. Господин Рао уверен, что Рам и Шиам неспроста так похожи, и вынуждает Гангу признаться, что двадцать пять лет назад она подобрала на улице двухлетнего мальчика и воспитала его как своего. И что на самом деле Шиам — похищенный брат-близнец Рама.

## В ролях
- Дилип Кумар — Шиам / Рам Кумар Чандра
- Мумтаз — Шанта
- Вахида Рехман — Анджана
- Пран — Гаджендра, муж Сулакшны
- Нирупа Рой — Сулакшна, сестра Рама и Шиама
- Бэби Фарида — Куку, дочь Гаджендры и Сулакшны
- Насир Хуссэйн[англ.] — Господин Рао, отец Анджаны
- Лила Мишра[англ.] — Ганга Мауси, приемная мать Шиама
- Зебунисса — мать Гаджендры
- Канхайялал[англ.] — Муним-джи, слуга в доме Рама
- Мукри[англ.] — Мурлиндар, друг Шиама
- Сажан — инспектор полиции

## Производство
«Рам и Шиам» является ремейком фильма 1964 года на языке телугу Ramudu Bheemudu режиссёра Тапи Чанакия с Н. Т. Рамой Рао в главной роли.
Оригинальный фильм был также переснят режиссёром на тамильском языке под названием Enga Veettu Pillai с М. Г. Рамачандраном.
Дилип Кумар, уже известный в Болливуде как «Король трагедии», благодаря ролям в фильмах Mela, «Клеймо позора» и «Девдас», решил сняться в комедии после совета психиатра переключиться на легкие роли для восстановления душевного равновесия.
Первоначальным выбором на роль Анджаны была Виджаянтимала, однако через восемь дней после начала съемок она вышла из проекта и её место заняла Вахида Рехман.
В качестве второго центрального женского персонажа режиссёр хотел пригласить Сайру Бану, но в то время Дилип Кумар был против того, чтобы работать в одном фильме со своей женой.
Другой кандидаткой на роль была Мала Синха, но в итоге роль досталась Мумтаз.
В качестве «злодея» был взят Пран, известный своими отрицательными ролями. При создании образа Гаджендры для усиления эффекта он использовал голубые линзы, делающие взгляд более «холодным».

## Саундтрек
Все тексты написаны Шакилом Бандаюри, вся музыка написана Наушадом.
| №  | Название                                  | Исполнитель                   | Длительность |
| -- | ----------------------------------------- | ----------------------------- | ------------ |
| 1. | «Aaj Ki Raat Mere»                        | Мохаммед Рафи                 | 5:33         |
| 2. | «Aaj Sakhi Re Piya More Ghar Aaye»        | Лата Мангешкар                | 3:57         |
| 3. | «Aayi Hain Baharein»                      | Мохаммед Рафи и хор           | 4:43         |
| 4. | «Dheere Dheere Bol Koi Sun Lega»          | Аша Бхосле, Махендра Капур    | 5:38         |
| 5. | «Main Hoon Saaki Tu Hain Sharabi Sharabi» | Лата Мангешкар, Мохаммед Рафи | 3:57         |
| 6. | «Maine Kab Tujh Se Kaha Tha»              | Лата Мангешкар                | 3:34         |
| 7. | «O Balam Tere Pyar Ki Thandi Aag Mein»    | Аша Бхосле, Мохаммед Рафи     | 4:07         |

## Влияние
Сборы от проката составили 2,75 крор (27,5 млн рупий), фильм занял второе место в списке самых кассовых кинолент года и получил статус «суперхит».
Так как оригинал на телугу остался малоизвестным, «Рам и Шиам» считают родоначальником всех последующих фильмов Болливуда о близнецах, разлученных в детстве, в том числе: «Зиты и Гиты» (1972) с Хемой Малини, «Плутовки» (1989) с Шридеви и «Кишана и Канхайи» (1990) с Анилом Капуром.
Для актрисы Мумтаз «Рам и Шиам» отмечает переход от второстепенных ролей к главным героиням, а пять лет спустя ей была предложена роль близнецов в «Зите и Гите», от которой она отказалась.

## Награды и Номинации
Filmfare Awards
- за лучшую мужскую роль — Дилип Кумар[8]
- Номинация за лучшую женскую роль — Вахида Рехман[9]
- Номинация за лучшую женскую роль второго плана — Мумтаз[9]